# Hans Fikentscher
Hans Fikentscher (* 23. Februar 1896 in Augsburg; † 5. Juni 1983 in Bad Dürkheim) war ein deutscher Industriechemiker (Polymerchemie). Er war Direktor bei der BASF.
Er studierte ab 1919 Chemie an der Universität München. Dort wurde er Mitglied des AGV München 1924 wurde er in Freiburg promoviert (Die Konstitution des Catechins).  Nach dem Studium war er unter Kurt Heinrich Meyer in der Forschungsgruppe von Herman Mark bei BASF.
Bei der BASF (bzw. IG Farben) war er an der Entwicklung von PVC-Produkten und -Verfahren beteiligt, zum Beispiel einem Mischpolymer aus Vinylchlorid mit Acrylsäure (Troluloid). Er war auch an der ersten Synthese von Polyacrylnitril beteiligt.
Er ist bekannt für den K-Wert nach Fikentscher für die Viskosität von Polymeren. Er führte diesen 1927 im Rahmen von Versuchen ein, die Qualität von Cellulosenitrat und -acetat zu verbessern. Fikentscher führte die Qualitätsmängel auf Irregularitäten in der Viskosität zurück und entwickelte eine Messmethode für diese. Der K-Wert korreliert mit dem mittleren Molekulargewicht des Polymers.
1976 erhielt er den Hermann-Staudinger-Preis.